# Isereus serullazi
Isereus serullazi es una especie de escarabajo del género Isereus, familia Leiodidae. Fue descrita por Fagniez en 1914. Fue descrita por Fagniez en 1914.

## Distribución
Se encuentra en Francia.